# Mid Bedfordshire
Il Mid Bedfordshire è stato un distretto del Bedfordshire, Inghilterra, Regno Unito, con sede ad Ampthill.
Il distretto fu creato con il Local Government Act 1972, il 1º aprile, 1974 dalla fusione dei distretti urbani di Ampthill, Biggleswade e Sandy col Distretto rurale di Biggleswade e col Distretto rurale di Ampthill. Nel 2009 è stato soppresso ed il suo territorio è entrato a far parte della nuova autorità unitaria del Central Bedfordshire.

## Parrocchie civili
- Ampthill (città)
- Arlesey (città)
- Aspley Guise
- Aspley Heath
- Astwick
- Battlesden
- Biggleswade (città)
- Blunham
- Brogborough
- Campton and Chicksands
- Clifton
- Clophill
- Cranfield
- Dunton
- Edworth
- Eversholt
- Everton
- Eyeworth
- Flitton and Greenfield
- Flitwick (città)
- Gravenhurst
- Harlington
- Haynes
- Henlow
- Houghton Conquest
- Hulcote and Salford
- Husborne Crawley
- Langford
- Lidlington
- Marston Moretaine
- Maulden
- Meppershall
- Millbrook
- Milton Bryan
- Moggerhanger
- Northill
- Old Warden
- Potsgrove
- Potton (città)
- Pulloxhill
- Ridgmont
- Sandy (città)
- Shefford (città)
- Shillington
- Silsoe
- Southill
- Steppingley
- Stondon
- Stotfold (città)
- Sutton
- Tempsford
- Tingrith
- Westoning
- Woburn
- Wrestlingworth and Cockayne Hatley